# Klaus Günther (Basketballspieler)
Klaus Günther ist ein ehemaliger deutscher Basketballspieler.

## Werdegang
1980 wurde Günther mit TuS 04 Leverkusen deutscher A-Jugendmeister. Zu diesem Zeitpunkt gehörte er bereits dem Bundesliga-Aufgebot der Rheinländer an, für die er zwischen 1979 und 1981 insgesamt 13 Einsätze in der höchsten deutschen Spielklasse sammelte.